# Elgar Howarth
Elgar Howarth (Cannock, 4 novembre 1935 – Cannock, 13 gennaio 2025) è stato un direttore d'orchestra, compositore e trombettista britannico.

## Biografia
Howarth nacque a Cannock, nello Staffordshire. Fu educato negli anni '50 all'Università di Manchester e al Royal Manchester College of Music (il predecessore del Royal Northern College of Music), dove i suoi compagni di studio erano i compositori Harrison Birtwistle, Alexander Goehr, Peter Maxwell Davies e il pianista John Ogdon. Insieme formarono il New Music Manchester, un gruppo dedicato alla esecuzione della nuova musica.
Ha lavorato con tutte le principali orchestre britanniche e con molte orchestre in tutto il mondo. Ha suonato le battute iniziali del King Priam di Tippett alla première di Coventry nel 1962, (dirigendo l'intero lavoro anni dopo per l'English National Opera). Ha diretto molte opere e, in anteprima, Le Grand Macabre di György Ligeti all'Opera reale svedese di Stoccolma nel 1978 e quattro opere di Harrison Birtwistle: The Mask of Orpheus alla English National Opera (1986), Yan Tan Tethera per Opera Factory (1986), Gawain alla Royal Opera House di Londra (1991) e The Second Mrs Kong a Glyndebourne (1994). È stato direttore ospite principale di Opera North dal 1985 al 1988 e consigliere musicale della compagnia dal 2002 al 2004.
Come compositore ed ex trombettista, scrive principalmente per gli ottoni. Il trombettista svedese Håkan Hardenberger ha presentato in anteprima molte delle sue opere per la cornetta, tra cui il suo Concerto per cornetta, Canto e Capriccio. Ha scritto arrangiamenti come Il carnevale di Venezia Variazioni per gruppo di ottoni e Quadri di un'esposizione di Modest Petrovič Musorgskij arrangiata per banda musicale. Il compositore Roy Newsome sottolinea che "la magistrale interpretazione di Howarth dei Quadri di un'esposizione di Mussorgsky (1979) ha sminuito tutte le precedenti trascrizioni".
È stato allevato in una famiglia di suonatori di ottoni e ha mantenuto il suo interesse per quella forma d'arte. Howarth ha dato un enorme contributo al repertorio moderno della musica per le bande musicali. Molte delle sue opere sono registrate, in particolare dalla Grimethorpe Colliery Band e dalla band Eikanger-Bjørsvik. È stato anche uno dei trombettisti che si è esibito con i Beatles nella canzone Magical Mystery Tour.
Un certo numero di copie personali delle opere che ha diretto (alcune delle quali contengono annotazioni) sono catalogate presso la School of Music dell'Università di East Anglia.